# Culinária de Israel
A culinária de Israel foi e é profundamente influenciada pelas mistura de diferentes etnias, religiões e culturas em Israel.

## Influências
A influência mais dominante é a culinária árabe, que trouxe pratos típicos de toda região do Oriente Médio, tais como húmus, faláfel, shawarma e kebab.
Outra grande influência é a culinária judaica, com muitas influências da Europa Central e Oriental, locais tradicionalmente habitados por comunidades judaicas numerosas que migraram posteriormente para Israel. Típicos pratos de produtos não-originários do Mediterrâneo fazem parte integral da cozinha israelense, tais como bolinhos de carpa, raiz-forte ou arenque salgado.